# Hexatoma monoleuca
Hexatoma monoleuca är en tvåvingeart som beskrevs av Alexander 1938. Hexatoma monoleuca ingår i släktet Hexatoma och familjen småharkrankar. Inga underarter finns listade i Catalogue of Life.